# 昌都耳蕨
昌都耳蕨（学名：Polystichum qamdoense）为鳞毛蕨科耳蕨属下的一个种。

## 扩展阅读
- 維基物種上的相關：昌都耳蕨